# Фукідід (син Мелесія)
Фукіді́д (дав.-гр. Θουκυδίδης; бл. 500 до н. е. — бл. 420 до н. е.) — політичний діяч Афінської політії, очільник «аристократичної партії». Високу оцінку йому надав Аристотель.

## Життєпис
Належав до дему Алопека філи Антіохіда. Син Мелесія, відомого вчителя з боротьби, якого кілька разів згадав у своїх одах Піндар. Був учнем свого батька, а також здобув ґрунтовну освіту, зокрема мав хист до красномовства. Оженився на сестрі або доньці Кімона, очільника «аристократичної партії». 450 року до н. е. після смерті останнього став її очільником.
Об'єднав аристократичні групи, незадоволені політикою Перікла, ставши його головним політичним супротивником. Політичні питання в створеній Фукідідом гетерії обговорювали на сімпосіях і приватних зустрічах, а потім прийняті рішення відстоювали на Екклесіях (Народних зборах) і в інших органах держави.
У внутрішній політиці Фукідід виступав проти великої будівельної політики Перікла, вважаючи це, з одного боку, марнуванням коштів, а з другого, побоюючись незнатних і раніше незаможних громадян, які завдяки участі в будівництвах отримували добрі гроші. Водночас використання грошей на будівництва з форосу Фукідід вважав грабунком союзників Делоського союзу, оскільки ці гроші мали йти на оборону.
У 445 році до н. е. Фукідід домігся необрання Перікла стратегом через протистояння щодо заснування колонії Фурій у Великій Греції. Фукідід запропонував зробити її панеллінської, де будуть мали рівні права представники усіх полісів Еллади. Перікл запропонував створити суто афінську колонію, але цей план зазнав невдачі. В результаті політична влада в державі опинилася в аристократичній партії.
Втім між 44 та 442 роками до н. е. супротивники Фукідіда домоглися його стракофонії, внаслідок чого Фукідіда вигнали на 10 років. Їх він провів у Фуріях (за іншими відомостями на Егіні).
По поверненню до Афін поновив боротьбу проти Перікла. Але цього разу зосередився на його рідні та друзях — дружині Аспасії, скульпторі Фідії і філософі Анаксагорі, яких було притягнуто до суду. Це завдало удару політичному та загальному авторитету Перікла.
З початком Пелепоннеської війни 431 року до н. е. продовжив протистояння з Періклом. На один рік навіть домігся його відсторонення та накладання штрафу. Проте складна політична і військова ситуація повернула авторитет останнього. Остання письмова згадка про Фукідіда відноситься до 425 року до н. е., помер, імовірно, до 420 року до н. е.

## Родина
- Мелесій, учасник Ради чотирьохсот 411 року до н. е.
- Стефан
- Гегесіпіла, дружина Олора і мати історика Фукідіда